# رباعي يوديد ثنائي الفسفور
رباعي يوديد ثنائي الفوسفور هو مركب كيميائي ينتمي إلى هاليدات الفوسفور، صيغته P2I4، ويوجد على شكل صلب بلوري ذي لون برتقالي إلى أحمر.

## التحضير
يحضر المركب من التفاعل المباشر بين عنصري اليود والفوسفور الأبيض:
{\displaystyle \mathrm {P_{4}\ +\ 4\ I_{2}\longrightarrow \ 2\ P_{2}I_{4}} }
كما يمكن أن يحضر من إجراء تفاعل عدم تناسب على ثلاثي يوديد الفوسفور في وسط من الإيثر الجاف:
{\displaystyle {\ce {2 PI3 -> P2I4 + I2}}}
بطريقة أخرى بمكن الحصول على المركب من يوددة هاليدات الفوسفور الأخرى؛ وذلك مثلاً من تفاعل ثلاثي كلوريد الفوسفور مع يوديد البوتاسيوم في شروط تفاعل خالية من الماء.
{\displaystyle \mathrm {PCl_{3}\ +\ 3\ KI\longrightarrow \ PI_{3}\ +\ 3\ KCl} }

## الخواص
يوجد المركب في الشروط القياسية على شكل بلورات برتقالية إلى حمراء اللون، ويكون للفوسفور في هذا المركب في حالة أكسدة مقدارها +2، وترتبط الذرات فيما بينها بروابط أحادية؛ ولذلك يمكن اعتبار هذا الهاليد يوديداً للفوسفور الثنائي؛ كما أنه أكثر مركبات رباعي هاليد ثنائي الفوسفور استقراراً من الناحية الكيميائية. يبلغ طول الرابطة P-P في هذا المركب مقدار 2.230 أنغستروم (Å).

## الاستخدامات
يستخدم رباعي يوديد ثنائي الفوسفور في المختبرات الكيميائية كاشفاً لعدد من التفاعلات العضوية؛ فعلى سبيل المثال يستخدم هذا المركب في تفاعل تحليق الكحولات الأمينية للحصول على مشتقات الأزيريدين الموافقة؛ كما يستخدم في تفاعل تحويل الديولات إلى الألكينات الموافقة؛ وكذلك في الحصول على النتريلات من الأحماض الكربوكسيلية.